# Geert Wilders
Geert Wilders (tiếng Hà Lan phát âm: [ɣeːrt ʋɪldərs], sinh ngày 6 tháng 9 năm 1963) là một chính trị gia người Hà Lan là người sáng lập và lãnh đạo Đảng Tự do (Partij voor de Vrijheid - PVV). Wilders là người đứng đầu nhóm nghị sĩ đảng của ông tại Hạ viện Hà Lan. Trong sự hình thành nội các Rutte năm 2012, một nội các thiểu số của các đảng VVD và CDA, ông tích cực tham gia vào các cuộc đàm phán, kết quả là một "thỏa thuận hỗ trợ" (gedoogakkoord) giữa PVV và các đảng này, nhưng đã rút lại sự ủng hộ của ông vào tháng 4 năm 2012, cho biết là có sự bất đồng với nội các về việc cắt giảm ngân sách đề xuất. Wilders nổi tiếng với những lời chỉ trích về Hồi giáo, quan điểm của ông đã làm cho ông trở thành một nhân vật gây tranh cãi ở Hà Lan và nước ngoài, và từ năm 2004 ông được bảo vệ mọi lúc bởi vệ sĩ có vũ trang.
Lớn lên như một người Công giáo Rôma, Wilders rời khỏi giáo hội khi ông trưởng thành. Chuyến đi của ông đến Israel và các nước Ả Rập lân cận khi còn trẻ đã giúp ông hình thành quan điểm chính trị của mình. Wilders đã làm việc như một người viết kịch bản cho Đảng Nhân dân Tự do và Dân chủ Tự do Dân chủ (Volkspartij voor Vrijheid en Democratie - VVD) và sau đó là trợ lý của nghị sĩ đảng Frits Bolkestein từ năm 1990 đến năm 1998. Ông được bầu vào hội đồng thành phố Utrecht vào năm 1996, và sau đó là Hạ viện. Cho thấy các điểm khác biệt không thể hòa giải được về vị trí của đảng đối với việc gia nhập Thổ Nhĩ Kỳ vào Liên minh châu Âu, ông rời khỏi VVD năm 2004 để thành lập đảng riêng, Đảng Tự do.
Wilders đã vận động để ngăn chặn những gì ông coi là "Hồi giáo hóa Hà Lan". Ông đã so sánh Kinh Koran với Mein Kampf và đã vận động để cuốn sách bị cấm ở Hà Lan. Ông ủng hộ việc chấm dứt nhập cư từ các quốc gia Hồi giáo, và ủng hộ việc cấm xây dựng các nhà thờ Hồi giáo mới. Wilders là một diễn giả tại Hội nghị đối mặt Jihad được tổ chức tại Jerusalem vào năm 2008, trong đó thảo luận về những nguy hiểm của cuộc thánh chiến, và đã kêu gọi chống lại cái mà ông gọi là "khủng bố đường phố" do các nhóm thiểu số ở các thành phố Hà Lan gây ra [ Bộ phim năm 2008 gây tranh cãi của ông với quan điểm của ông về Hồi giáo, Fitna, đã nhận được sự chú ý của quốc tế. Ông được mô tả trong các phương tiện truyền thông là một chính trị gia dân túy và được cho là cực hữu, mặc dù các nhà quan sát khác tranh cãi về điều này. Wilders, người từ lâu không đồng ý đứng chung hàng với các nhà lãnh đạo cực hữu ở Châu Âu như Jean-Marie Le Pen và Jörg Haider và bày tỏ lo ngại về việc "liên kết với các nhóm phát xít cánh hữu sai trái" xem mình là một nhà tự do cánh tả. Gần đây hơn, Wilders đã làm việc cùng với Marine Le Pen của Pháp trong một nỗ lực ban đầu thất bại nhưng cuối cùng thành công để thành lập một nhóm nghị sĩ tại nghị viện châu Âu, bao gồm các đảng từ 9 quốc gia, trong đó có Đảng Tự do Áo, Liên đoàn Bắc của Ý, Lợi ích Flemish của Bỉ.